# 3e corps (Inde)
Pour les articles homonymes, voir 3e corps d'armée.
Le IIIe corps est un corps de l'armée indienne formé en Mésopotamie pendant la Première Guerre mondiale.
Avant la réorganisation des forces britanniques et indiennes en Mésopotamie, il fut désigné sous le nom de Tigris Corps. Sa garnison fut située dans l'état du Nagaland (Inde), dans la ville de Dimapur. La station militaire est connue sous le nom de station militaire de Rangapahar.
Un nouveau IIIe corps a été formé par l'armée indienne britannique pendant la Seconde Guerre mondiale pour servir sur le théâtre d'Asie du Sud-Est. Le corps a combattu dans la bataille de Singapour où il s'est rendu en février 1942.
Le 3e corps est aujourd'hui intégré au commandement terrestre est.